# Amtsgericht Bad Dürkheim
Das Amtsgericht Bad Dürkheim ist ein Gericht der ordentlichen Gerichtsbarkeit in Rheinland-Pfalz mit Sitz in Bad Dürkheim.

## Gerichtssitz und -bezirk
Der Gerichtsbezirk umfasst die Stadt Bad Dürkheim sowie die Verbandsgemeinden Deidesheim, Freinsheim und Wachenheim an der Weinstraße mit insgesamt 55.000 Einwohnern.

## Geschichte
Das seit 1817 bestehende Friedensgericht Dürkheim wurde 1854 in Landgericht Dürkheim umbenannt. Es gehörte zum Bezirksgericht Frankenthal. Durch das Gerichtsverfassungsgesetz vom 27. Januar 1877, Bestandteil der Reichsjustizgesetze, wurde die Justizverfassung im Deutschen Reich vereinheitlicht, auch die Bezeichnungen der Gerichte. Das „Bezirksgericht Frankenthal“ erhielt zum 1. Oktober 1879 die Bezeichnung „Landgericht Frankenthal“. Auch die ihm zugeordneten Gerichte erhielten deshalb neue Bezeichnungen: Aus den königlich-bayerischen Stadt- und Landgerichten wurden Amtsgerichte. Seit der Errichtung des Landes Rheinland-Pfalz am 30. August 1946 ist dieses Bundesland Gerichtsträger des Landgerichts Frankenthal (Pfalz) und der ihm zugeordneten Amtsgerichte.

## Gebäude
Das Gerichtsgebäude befindet sich in der Seebacher Straße 2 in Bad Dürkheim. Die neubarocke Dreiflügelanlage, ein Sandsteinquaderbau mit Walmdach, wurde 1901 erbaut und steht unter Denkmalschutz.

## Mitarbeiter
Gegenwärtig sind am Amtsgericht Bad Dürkheim 33 Mitarbeiter beschäftigt:
- 5 Richter
- 6 Rechtspfleger
- 2 Gerichtsvollzieher
- 10 Beamte des mittleren Justizdienstes
- 6 Justizbeschäftigte
- 2 Justizwachtmeister
- 2 Reinigungskräfte

## Zuständigkeit
Das Amtsgericht Bad Dürkheim ist für alle Angelegenheiten zuständig, die bei einem Amtsgericht anhängig gemacht werden können.

## Übergeordnete Gerichte
Dem Amtsgericht Bad Dürkheim ist das Landgericht Frankenthal (Pfalz) übergeordnet. Zuständiges Oberlandesgericht ist das pfälzische Oberlandesgericht Zweibrücken.